# بانادزور
بانادزور (به ارمنی: Բանաձոր) یکی از روستاهای استان هادروت جمهوری آرتساخ است که سابقاً از توابع رایون خوجاوند جمهوری آذربایجان بود.